# Latin American Xchange
Latin American Xchange (también escrito Latin American Exchange, Latin American X-Change, y con frecuencia abreviado como LAX) es un stable de lucha libre profesional que trabaja actualmente en Major League Wrestling; y está compuesto por Konnan, Rivera, Slice Boogie y Julius Smokes.
Anteriormente estuvo conformado por otros integrantes como Low Ki, Homicide, Ortiz, Santana, Diamante y Daga.
Dentro de sus logros, está el haber sido una vez Campeones en Parejas de la GFW (Ortiz y Santana) y dos reinados (uno con Homicide y Hernández) y Campeones Mundiales Unificados en Parejas de la GFW (Ortiz y Santana).
El grupo logró un éxito inicial en Impact Wrestling (IW) como un stable compuesto por Konnan, Homicide y Hernández. El luchador Puertorriqueño  Apolo era un breve miembro original, que fue sustituido más tarde por Machete. Después de la salida de Konnan en TNA, Homicide y Hernández lucharon exclusivamente como equipo.

## Historia

### Total Nonstop Action Wrestling (2005-2011)

#### 2005-2006
LAX surgió de la desintegración de 4live Kru (que acaba de agregar miembros a Kip James), que fue el resultado de Konnan estar cansado de los chanchullos entre BG James y Kip James. Cuando Kip estaba permitido en el establo, que era el colmo. En Turning Point en 2005, Konnan atacó a Kip y BG con una silla, la señalización de extremo que es estable. A lo largo de diciembre, "Bullet" Bob Armstrong, BG Padre de James, trató de 4live Kru de nuevo juntos. En el 31 de diciembre de 2005 episodio de TNA Impact!, Bullet Bob encontró Konnan, quien se expresó como si hubiera un cambio de corazón y estaba dispuesto a hablar. Más adelante en la serie, sin embargo, dos luchadores latinos, el Apolo que regresan y el homicidio debut, una emboscada bala Bob backstage a la orden de Konnan. Como resultado, una pelea se inició entre LAX y la banda de James, que buscaban venganza por la ataque.
La pelea entre LAX y la banda de James continuó hasta enero de 2006. En Contra viento y marea el 12 de febrero de 2006, Apolo y homicidio fueron programados para pelear la banda de James. Apolo, sin embargo, había sido liberado de TNA a principios de mes de no-que muestra un evento. Su salida fue explicada en la pantalla por Konnan, quien simplemente dijo que el LAX se estaba expandiendo, presentó a continuación el reemplazo de Apolo, el Machete debut. Homicide y Machete llegó a perder a la banda de James. En el 18 de marzo de 2006 episodio de Impacto, Homicide y Machete perdió a Shark Boy y Norman Smiley después de Konnan inadvertidamente golpeó con su machete Slapjack. Tras el partido, Konnan le arrancó de Machete de Puerto Rico camiseta y lo arrojaron fuera de la cuadra. En el episodio 31 de marzo de TNA Xplosion, Konnan justificado por qué le disparó Machete, que apunta a la pérdida de Machete a Shark Boy. Más tarde esa noche, Konnan presentó el nuevo miembro de la LAX, la devolución Hernández. Hernández y Homicide trabajaron en equipo en la derrota ante Chris Sabin y Jay Lethal.

#### 2006-2007
LAX fueron los siguientes involucrados en un ángulo donde se negaron a luchar, alegando que los latinos eran "discriminados" en contra de TNA. La historia se endeudó fuertemente a partir de la controversia actual en torno a la inmigración ilegal. Durante este tiempo Konnan establecido una "frontera" en la zona de locutor español (en la que ofreció junto con el comentario español Moody Jack Melendez) y negó la entrada a personas que no son latinos (por lo general utilizan el término despectivo para referirse a Gringo luchadores americanos o no-Latinos luchadores en general). LAX a menudo saltó a cualquier luchador (s) que vagan demasiado cerca de la zona. El 29 de junio episodio de Impact!, Jim Cornette declaró que LAX paro supondría un "paro de verificación". El homicidio se lucha en el 6 de julio episodio, con la condición de que LAX tienen una entrada especial en el ring español, anunciada por Meléndez.
Konnan más tarde hizo una oferta a Ron "The Truth" asesinatos para unirse a LAX. Después de los asesinatos negó la oferta, lo LAX asaltado. LAX también trató de dar a Sonjay Dutt una paliza similar después de uno de los partidos Dutt, pero los asesinatos intervino y hace el salve, lo que llevó a una pelea por equipos en el camino de la victoria entre Homicidio y Hernández y los asesinatos y Dutt. Hernández tomó la victoria de LAX después de aplicar la Frontera Toss en Dutt.
El 20 de julio episodio de Impact!, El NWA World Tag Team Champions AJ Estilos y Christopher Daniels hizo un desafío abierto en el que se ofrece a cualquier equipo en el roster de TNA un contrato para hacerles frente a los títulos, incluyendo LAX, que luego se procedería a atacar a los campeones, causando a ambos a sangrar, y luego firmó el contrato con la sangre de Daniels. En el episodio 24 de agosto de Impact!, LAX iría en contra de Estilos y Daniels en una pelea de la frontera para ganar el NWA World Tag Team Championship. LAX perdió el título de nuevo a Estilos y Daniels en No Surrender, en el primer equipo de la historia coinciden con la etiqueta Ultimate X, pero se les concedió una revancha después de agredir a Styles en la Ciudad de México. LAX recuperó el título en seis caras de acero partido en Bound for Glory, después de Homicidios realiza Da Gringo Killa en Estilos, mientras que Konnan Daniels estrangulado con una percha de fuera de la jaula.
En el 19 de octubre edición de Impact! LAX empezó un feudo con más buscados de América (James Storm y Chris Harris) atacando a ellos después de las cuatro de ellos había perdido una etiqueta de ocho hombre pelea por equipos contra Styles, Daniels y la banda de James. El asalto terminó con la aplicación de la Frontera Hernández Mezcle en el gestor de Kim AMW de Gail. Durante el 16 de noviembre episodio de Impact!, LAX casi quemaron la bandera de Estados Unidos, como lo habían prometido una semana antes, pero fueron detenidos por Petey Williams. Después de robar una victoria sobre Estados Unidos más buscados en el Génesis Konnan dijo Homicidio utilizar Da Gringo Killa sobre Gail Kim. Petey Williams hace el salve, y TNA Director de Gestión de Jim Cornette les despojó de los títulos de "conducta sumamente irrespetuoso con TNA y sus fans". A pesar del reconocimiento el entonces reciente aumento de los personajes bueno y lo malo de la audiencia TNA y el creciente extremismo en el momento de la "anti-estadounidense" acciones de los Ángeles, la decisión de retirar por la fuerza los títulos de la etiqueta de equipo campeón legítimo en realidad enfureció a los aficionados en la arena y se agita un poco de cánticos desagradables dirigidos a Cornette.
LAX se negó a devolver los cinturones, contrató a un abogado, y (kayfabe) amenazó con demandar a TNA por la violación de sus derechos de Primera Enmienda. En ese momento, Cornette dio marcha atrás y reinstaló a LAX como NWA World Tag Team Champions. En el próximo episodio de Impact! que fueron colocados en un partido contra Kurt Angle y Petey Williams con Cornette indicando que él no podía quitarles los títulos, pero que podría hacer que la defienden. A lo largo de la emisión de LAX sacó James Storm y Chris Harris, así como Petey Williams justo antes de la pelea por el título. LAX parecía tener la ventaja en el ángulo cuando Samoa Joe salió a la etiqueta con el ángulo. Ángulo y Joe tanto procedió a aplicar sus respectivas comunicaciones y se mantiene tanto en homicidios y pulse Hernández, por lo que al parecer, de ganar el NWA World Tag campeonatos del equipo. Pero poco después de sonar la campana Cornette y LAX el abogado apareció con el abogado indica que Joe no se firmó el contrato y el partido debe declarar una descalificación en el ángulo para poner fin a la serie. En Turning Point, LAX derrotó a Estados Unidos más buscados en una bandera de partido después de que se las arregló para colgar la bandera mexicana, por lo que el LAX el primer equipo no estadounidense en ganar un partido bandera en suelo estadounidense. Ellos tuvieron otra victoria sobre Estados Unidos más buscados el 14 de diciembre en los títulos "vs carrera "partido después de golpear deliberadamente a James Storm Chris Harris con una botella de cerveza. La pérdida obligó a disolver AMW.
El 4 de enero de 2007 Edición de Impact!, Homicidio y Runt Hermano compitió en una "Lucha Callejera", o lucha de la calle. El partido terminó con Hernández interferir cuando se aplica un borde Mezcle el Runt, lanzándolo en una escalera apoyada en marcha. Entonces LAX entró en un feudo contra Team 3D. En la Resolución Final, LAX conservaron su etiqueta de campeonato por descalificación contra el Team 3D, cuando el Hermano Runt, aparentemente borracho salió y saltó de la tercera cuerda con un cabezazo pata Homicide Konnan no estaba con LAX,. Que fue herido se recupera de la cadera cirugía de reemplazo. La cubierta de la historia de televisión para la necesidad de la cirugía fue un Team 3D "ataque de francotiradores". Más tarde se tiene programada una cirugía de reemplazo renal, también. LAX y 3D se reunieron de nuevo en Impact! la misma semana, LAX retuvo el título cuando Hernández utilizó la Slapjack para anotar un pinfall sobre Brother Ray. A mediados de febrero, Machete regresó a TNA y el LAX, aunque no fue reconocido como parte de la lista de TNA, en un matón / papel guardaespaldas, visto con una bandera de Puerto Rico pañuelo sobre la parte inferior de la cara, empujando la silla de ruedas cargado de Konnan a la zona de ringside para poder continuar con la gestión de Homicidio y Hernández durante los partidos. El equipo reveló más de una racha de decir a raíz de una lesión de Konnan. El LAX formó una alianza con Alex Shelley, ya que sería atacar a la familia y los amigos del Team 3D como Shelley grabó la agresión, que incluyó en la vida real el hermano de Ray tío, Rodz Brother Devon es entrenador de Johnny, y Hermano Runt. En el 23 de febrero episodio de Impact!, los equipos se enfrentaron en un partido de leñador "Correas Pot", en el que ambos equipos tuvieron un grupo de Correa de cuero con armas seguidores que actúan como leñadores en el partido. LAX fue apoyada por un grupo de "Latino Nation" y los miembros de Team 3D con un grupo de "Familia Italiana" mafiosos detrás de ellos (este ángulo se utilizó para promover las raíces italianas de Brother Ray). Team 3D ganó ese partido después de que el líder de la mafia italiana (soprano estrella Steve Schirripa) interferido. Los equipos se reunieron de nuevo en Destination X en una pelea Ghetto, y el partido fue ganado por Los Ángeles. Más tarde esa semana, los equipos se enfrentaron de nuevo un partido etiqueta de hombre seis años, en lo que acabaría siendo una nueva victoria de LAX y Shelley. El LAX diría a robar el legado de Team 3D, hasta que Team 3D con sus honorarios de la WWE, WCW y ECW etiqueta de campeonatos por equipos en el remolque, desafiaría a LAX en Lockdown. LAX aceptó, a condición de que las seis caras de acero se electrificó, un partido que jugó en el LAX de favor con su herencia de lucha libre mexicana. Antes del evento, LAX Runt secuestrado hermano y le disparó con una pistola tazer para antagonizar Team 3D. En Lockdown, LAX perdido a Team 3D, ya que fueron derrotados en la jaula de acero electrificadas partido pierde el NWA World Tag campeonatos del equipo. En Sacrificio, LAX no pudo recuperar el World Tag Team Titles en una Etiqueta Triple Threat partido contra el equipo de Team 3D y Scott Steiner y Tomko, aunque ninguno de los miembros de LAX estuvo involucrado en la decisión.

#### 2007-2008
A pesar de Konnan dejar de fumar en el 19 de junio Impact! grabaciones, Homicidio y Hernández quedó en TNA para continuar como LAX. El 26 de julio de 2007 Edición de Impact!, LAX se convirtieron en héroes al atacar a la Mafia Voodoo Kin para deshonrar la bandera de Puerto Rico. En Hard Justice, VKM golpearon LAX. MRV originalmente vencer LAX cuando Kip James cubrió a Hernández con la Fameasser, sin embargo, Héctor Guerrero, uno de América Latina que LAX había peleado con la realidad (aunque débilmente) durante el mandato de Konnan como líder, mostró el árbitro que había utilizado polvo de MRV para ganar. Después de un reinicio Homicide cubrió a Kip con un roll-up.
En la siguiente pay-per-view, Bound for Glory, LAX Patrón derrotó Elix y Senshi en un partido Ultimate X para convertirse en el contendiente número uno al Campeonato de TNA World Tag Team. Fueron, sin embargo, fracasado en su intento de convertirse en campeones por equipos de AJ Estilos y Tomko en un episodio de Impact!. En las semanas siguientes, la estabilidad se vio favorecido por un gran vestido, figura enmascarada que, en la resolución final se reveló como Salinas. En el 2008 Destino X pay-per-view en marzo, LAX volvió en el cuadro del título de La derrota de la Motor City Machineguns (Alex Shelley y Chris Sabin) y el Rock 'n Rave Infección (Jimmy Rave y Hoyt Lance) en el partido número uno contendiente.
El 1 de mayo episodio de Impact!, LAX preguntó Héctor Guerrero para ser su asesor, que él aceptó. El 11 de mayo de pay-per-view sacrificio, LAX ganó el título vacante de TNA etiqueta después de derrotar a Team 3D en el " Deuces Wild "final del torneo con la ayuda de Guerrero. Más tarde, Team 3D ataca a Héctor y lo dejó golpeado, la creación de otra pelea entre LAX y Team 3D. Después de derrotar a 3D para retener las correas de la etiqueta, que se encontrarían en una pelea con Beer Money Inc. (James Storm, Robert Roode y su mánager, Jacqueline). Beer Money batida a los cuatro miembros de LAX con cinturones, lo que resulta en una revancha hinchas que es reservada para los títulos de etiqueta en el camino de la victoria. Después de derrotar a Beer Money, Inc. en Victory Road, LAX luchó contra ellos una vez más por el TNA World Tag Team Championships en Hard Justice esta vez en una regular de dos en dos partido. Beer Money, Inc. se adjudicó la victoria en el partido cuando Roode se estrelló una botella de cerveza sobre la cabeza de homicidio, lo que permite la tormenta para obtener la cuenta de tres, poniendo así fin a LAX cuatro reinado meses como campeones. En No Surrender, LAX fue nuevamente derrotado por la cerveza dinero, Inc. cuando se reunieron para una revancha del campeonato. Antes del partido, Jacqueline se reveló que atacó a Salinas detrás del escenario, y como resultado tuvo que ser trasladado al hospital. Esto se hizo para escribir su de los Ángeles y su pelea con el Beer Money en la pantalla, y explicar su salida de TNA poco antes del pay-per-view. El 25 de septiembre episodio de Impact! Homicidio, Hernández y Guerrero luchó Roode, Storm y Jacqueline en una de seis personas "gerente perdedor abandona la ciudad", coinciden. Beer Money, Inc. ganó el partido cuando cubrió a Roode Hernández y como un resultado del partido Guerrero ya no podía manejar Homicide y Hernández en TNA. En Bound for Glory IV LAX compitió en el partido la bola de un monstruo de cuatro equipos, pero se cuando derrotó a Robert Roode cubrió a Hernández después de Team 3D le había puesto a través de una mesa cubierta con tachuelas.
El 30 de septiembre de 2008, se anunció en el sitio web Ring of Honor (ROH) 's oficial que LAX estaría apareciendo en ROH muestra el 24 de octubre y el 25. El 24 de octubre en Danbury, Connecticut LAX venció el Mundial de ROH Tag Team Champions Kevin Steen y El Generico, The Age of the Fall (Jimmy Jacobs y Tyler Negro) y Chris Hero y Davey Richards en un partido de hierro de 30 minutos el hombre. El 25 de octubre, sin embargo, perdieron a los Hermanos Briscoe.

#### 2008-2009
En la resolución final el 7 de diciembre de 2008, LAX participó en la segunda vez "Fiesta o Despedido" partido en el que ambos miembros logró la captura de un maletín que contiene ya sea un tiro en el peso pesado del mundo, de la División X o los títulos por equipos o una hoja de color rosa. El contenido de los maletines se dieron a conocer en el siguiente episodio de Impact! resultando en un duelo por el Campeonato Mundial Peso Pesado futuro de Hernández y una División X Campeonato oportunidad de Homicidios.
El Xchange de América Latina se estrenó en la Asociación Internacional de Lucha Libre en Histeria Boricua, un evento especial que tuvo lugar el 6 de enero de 2009. No se les abrió expediente contra Los Dueños de la Malicia, un equipo de la etiqueta compuesta por Noel Rodríguez Rivera y Dennis. El concurso fue ganado por Los Dueños de la Malicia, con Rodríguez depositadas homicidio después de una distracción en la parte exterior del anillo.
En el 15 de enero de 2009 edición de Impact! Hernández cobrado en su fiesta o la oportunidad despedido y retó a Sting por el Campeonato Mundial Peso Pesado de TNA. Hernández ganó por descalificación después de que el resto de la Main Event Mafia interferido en el partido y por lo tanto, la banda se quedó con Sting. En el 29 de enero la edición de Impact! Mick Foley anunció que debido al ganar el primer partido por descalificación Hernández recibirá una revancha por el título en el futuro. En el 16 de julio la edición de Impact! Homicidio cobrado en su "fiesta o despedido" maletín para ganar el Campeonato de la División X de suicidio. Después de Hernández de regresar de una cirugía en el cuello el 23 de julio la edición de Impact! el equipo se puso inactivo como tanto él como el homicidio comenzó a concentrarse en sus carreras individuales. En el 10 de septiembre la edición de Impact! Homicidio encendido Hernández y se unió a la facción de talón Elite Mundial que puso fin a la alianza entre los dos. El 22 de marzo de 2010, edición de Impact! había signos de reconciliación entre los antiguos miembros de LAX como homicidio salió a comprobar Hernández, mientras era ayudado por los médicos después de haber sido trazado por su nuevo World Tag Team Championship compañero Matt Morgan. Sin embargo, el 19 de agosto de 2010, el homicidio fue liberado de la TNA.

### Circuito independiente (2011)
El 1 de marzo de 2011, Ring of Honor anunció que LAX reuniría en Manhattan caso de la promoción Mayhem IV el 19 de marzo en Manhattan, Nueva York, donde se llevaría a cabo en la Champions ROH World Tag Team, los Reyes de Lucha Libre de Chris Hero y Claudio Castagnoli. el 19 de marzo LAX fue derrotado en su partido de vuelta por los reyes de la lucha.

### Impact Wrestling (2017-2019)
El 16 de marzo en Impact Wrestling, LAX reapareció siendo reformado con Homicide, Ortiz, Santana, Diamante y Konnan. Tras esto, LAX atacó a Decay (Abyss, Crazzy Steve y Rosemary), Laredo Kid & Garza Jr. y Reno Scum. El 30 de marzo en Impact Wrestling, Ortiz y Santana derrotaron a Decay, Laredo Kid y Garza Jr. y Reno Scum, ganando así los Campeonatos Mundiales en Parejas de Impact . El 23 de abril en Impact Wrestling, Ortiz y Santana derrotaron a VOW (Mayweather y Wilcox), ganando así los vacantes Campeonatos en Parejas de la GFW. En Slammiversary XV, retuvieron sus títulos. Tras esto, unificaron ambos títulos.
El 6 de julio en Impact Wrestling, Lashley se enfrentó a Alberto el Patrón donde Konnan atacó a Lashley y salvaron a Alberto. El 13 de julio atacaron a Alberto tras que éste los insultara. Esa misma noche, fueron derrotados por Alberto y Lashley pero luego fue traicionado por este último para luego ser atacado por LAX.
En el episodio del 5 de julio de 2018 king desveló que fue el quien atacó a Konnan lo que provocó que Ortiz y Santana se pusieran del lado de Konnan provocando esto que Homicide y Hernández regresarán atacando junto con King al nuevo LAX y diciendo que ellos son el verdadero LAX
En el episodio del 12 de julio King , Homicide y Hernández aparecen con el nombre de OGz y retan a LAX a un 5150 street fight en slammiversary . Posteriormente LAX acepta el desafío
El 12 de enero de 2019, The Lucha Bros (Pentagón Jr. & Fénix) derrotaron a LAX durante las grabaciones de TV en México para ganar el Campeonato Mundial en Parejas de Impact. LAX los reclamaría en el pago por visión de Rebellion el 28 de abril. Mantuvieron los títulos hasta julio, cuando los perdieron en The North (Ethan Page y Josh Alexander). El 8 de julio, se reveló que Santana y Ortiz pronto abandonarían Impact ya que tenían interés en WWE y All Elite Wrestling. 
En la edición del 9 de agosto de Impact, Daga se convirtió en el miembro más nuevo de LAX, haciendo equipo con Ortiz cayendo derrotados por Page y Alexander. Santana no luchó con esas grabaciones, sin embargo, Ortiz y Santana están programadas para enfrentar a The North en las grabaciones de televisión de agosto en México.

## En lucha
- Hernández & Homicide
  - Movimientos finales
    - 5150 (Elevated cutter)[56]
    - Border Toss de Hernández seguido de frog splash de Homicide[57]

  - Movimientos de firma
    - Drive–By[58] (Catapult by Hernandez into a clothesline by Homicide knocking the opponent backwards followed by a running senton onto the opponent draped over Hernandez's knees)

- Homicide & Machete
  - Movimientos finales
    - Elevated diving bulldog[59]

- Ortiz y Santana
  - Movimientos finales
    - Street Sweeper ( Blockbuster (Santana) / Powerbomb (Ortiz) combo

## Campeonatos y logros

### Hernández y Homicide
- Fighting Spirit magazine
  - The Heyman Award (2006)

- International Wrestling Association
  - IWA World Tag Team Championship (1 vez) – Homicide y Hernández[60]

- Jersey All Pro Wrestling
  - JAPW Tag Team Championship (1 vez) – Homicide y Hernández[1]

- Total Nonstop Action Wrestling
  - NWA World Tag Team Championship (2 veces) – Homicide y Hernández[1]
  - TNA World Tag Team Championship (1 vez) – Homicide y Hernández (1)
  - Deuces Wild Tournament (2008)[1]
  - Match of the Year (2006) vs. A.J. Styles and Christopher Daniels at No Surrender

- Wrestling Observer Newsletter
  - Tag Team of the Year (2006)[61]
  - Best Gimmick (2006)[61]

### Ortiz y Santana
- AAW: Professional Wrestling Redefined
  - AAW Tag Team Championship (1 vez)

- House of Glory
  - HOG Tag Team Championship (1 vez, actual)

- Global Force Wrestling / Impact Wrestling
  - GFW Tag Team Championship (1 vez, últimos) – Ortiz y Santana (1)
  - Impact World Tag Team Championship (4 veces)

- WrestlePro
  - WrestlePro Tag Team Championship (1 vez, actual)[62]

- World Wrestling League
  - WWL Tag Team Championship (1 vez, actual)

### Danny Rivera y Slice Boogie
- International Wrestling Association
  - IWA World Tag Team Championship (1 vez, actuales)[63]

- Major League Wrestling
  - MLW World Tag Team Championship (1 vez, actuales)[64]